# 천국과 지옥 (1963년 영화)
《천국과 지옥》(天國と地獄, Heaven And Hell)은 일본에서 제작된 구로사와 아키라 감독의 1963년 범죄, 드라마, 미스터리, 스릴러 영화이다. 미후네 도시로 등이 주연으로 출연하였고 키쿠시마 류조 등이 제작에 참여하였다.

## 출연

### 주연
- 미후네 도시로
- 나카다이 타츠야

### 조연
- 카가와 쿄코
- 미하시 타츠야
- 키무라 이사오
- 이시야마 켄지로
- 카토 타케시
- 시무라 타카시
- 타자키 준
- 나카무라 노부오
- 이토 유노스케
- 야마자키 츠토무
- 치아키 미노루
- 토우노 에이지로
- 시미즈 마사오
- 사다 유타카
- 시마즈 마사히코
- 에기 토시오
- 미츠이 코지
- 사잔카 큐
- 후지타 스스무
- 후지와라 카마타리
- 츠키야 요시오
- 키타무라 카즈오
- 시미즈 겐
- 나고야 아키라
- 하마무라 준
- 오다 마사오
- 니시무라 코우
- 타지마 요시후미
- 키요무라 코지
- 우나야마 히로시
- 마키노 요시스케
- 콘도 준
- 스즈키 사토시
- 오무라 센키치
- 카토 카즈오
- 사와무라 이키오
- 스가이 킨
- 토미타 케이코
- 이사무 이사오
- 타구치 세이이치
- 마츠시타 타케오
- 야마모토 키요시
- 코다마 켄지
- 이토 미노루
- 스즈키 하루오
- 노무라 코조

## 기타
- 원작자: 에반 헌터
- 협력프로듀서: 구로사와 아키라
- 미술: 무라키 요시로
- 의상: 스즈키 미유키

### 참고 문헌
- Galbraith IV, Stuart (1996). 《The Japanese Filmography: 1900 through 1994》. McFarland. ISBN 0-7864-0032-3.